# Abbeville (Karolina Południowa)
Abbeville – miasto w Stanach Zjednoczonych i siedziba władz hrabstwa Abbeville, położona w północno-zachodniej części stanu Karolina Południowa.

## Historia
Abbeville zostało założone w 1764 roku przez francuskich hugenotów, nazwane przez Johna de la Howe identycznie jak miejscowość we Francji. Uznawane niekiedy za "kolebkę i grób Konfederacji", tu odbyło się 22 listopada 1860 spotkanie secesjonistów na wzgórzu obecnie nazwanym Wzgórzem Secesji. Prezydent Konfederacji Jefferson Davis zwołał w Abbeville ostatnie posiedzenie swojego gabinetu 2 maja 1865. Na farmie pod miastem urodził się John C. Calhoum.
Abebeville jest miastem samorządowym od 1895 r. i ośrodkiem, w którym dominuje gospodarka oparta na produkcji wyrobów tekstylnych. W pobliżu znajdują się chronione obszary leśne – Sumater National Forest.

## Życiorys
- Encyklopedia Britannica wyd. Kurpisz sc:Anna Kurpisz i Mieczysław Kurpisz - red.Wojciech Wolarski - 1997 r.